# The Dance (album de Within Temptation)
Pour les articles homonymes, voir The Dance.
Albums de Within Temptation
Enter
(1997) Mother Earth
(2004)
The Dance est le premier EP du groupe de metal symphonique néerlandais Within Temptation, sorti après le single Restless et l'album Enter. On y trouve des sonorités plus gothiques et mélancoliques que dans leurs productions suivantes, Mother Earth et The Silent Force.
On y trouve les chansons The Dance, Another Day et The Other Half (Of Me), ainsi que des remix de Restless et un medley de Candles et Pearls of Light, issues de l'album Enter.

## Liste des titres
1. The Dance
2. Another Day
3. The Other Half (of Me)
4. Restless (Remix)
5. Candles & Pearls of Light (Remix)